# 広島市立安佐北中学校・高等学校
広島市立安佐北中学校・高等学校（ひろしましりつあさきたちゅうがっこう・こうとうがっこう）は、広島県広島市安佐北区三入東一丁目にある公立高等学校とかつて存在した中学校。広島県では最初の併設型公立中高一貫校である。

## 概要
広島市の最北部に存立し、勉学と部活動の両立（文武両道）を推し進めている。
安佐北中学校卒業生が安佐北高等学校に進学した2007年度からは、「安佐北の新しい教育」の本格的な展開を開始し、豊かな人間性・品格の育成と学力・進学力の向上に力を注いでいる。
学力・進学力の向上に関しては、「少人数クラス編成」と「5年生（高2）から目指す進路の実現に向けた学習コース（I類：国公立大学進学クラス / II類：難関国公立大進学クラス）を設置」を特色としている。中高一貫校となってからは国公立大学への進学者数が増加傾向で、平成25年春に卒業した5期生には、京都大学や大阪大学をはじめとした難関国立大学へ進学した生徒もいる。
2014年に同じ敷地内に広島県内では初となる中等教育学校である広島市立広島中等教育学校が開校した。安佐北中学校・高等学校の入学生は、そのまま安佐北中学校・高等学校の生徒として在籍し卒業する。2016年3月31日をもって安佐北中学校は閉校した。

## 学科・コース
- 中学校
- 高等学校
  - 全日制課程普通科

## 沿革
- 1984年 -広島市立安佐北高等学校が開校。
- 2003年 - 広島市立安佐北中学校が開校。中高一貫校となる。
- 2004年 - 中学校の全学年が揃う。これに伴い高校1年生・2年生・3年生をそれぞれ4年生・5年生・6年生に呼称を変更。
- 2004年 - 全教室に空調設備が設置
- 2014年 - 同じ敷地内に広島市立広島中等教育学校開校。
- 2016年 - 広島市立安佐北中学校閉校。
- 2019年 - 広島市立安佐北高校閉校。

## 学校の設備
- 技術教室などをのぞく全教室に空調設備が完備されている。
- 生徒用のコンピュータがCALL教室におよそ40台、技術科・情報科で使用するコンピュータ教室に各およそ40台、3教室併せて120台ある。
- 東芝製のエレベーターが1基ある。
- 校舎裏に、セミナーハウス、「昇陽館」があり、勉強合宿やクラブ活動での合宿、1年生のオリエンテーション合宿などで使用される。

## 生徒会活動
中高とも、次の委員会がある。
- 文化委員会
- 体育委員会
- 厚生委員会
- 図書委員会
- 保健委員会
- 選挙管理委員会

高等学校には以下の局がある。
- 監査局

## 部活動
中学校
全員に入部が義務づけられている（3年生の後期以降は引退し、自習室にて勉強することも可能。高等学校の部活動に移行することもできる）。
- 陸上競技部
- サッカー部
- テニス（硬式）部
- バドミントン部
- 剣道部
- バレーボール部
- 卓球部
- 吹奏楽部
- 外国語部
- 演劇部
- 美術・陶芸部
- 情報科学部
- 華道部
- 茶道部
- 放送部
- 書道部
- 囲碁・将棋部

高等学校
- 陸上競技部
- サッカー部
- テニス(硬式)部
- バドミントン部
- 剣道部
- バレーボール部
- 卓球部
- バスケットボール部
- 野球部
- 水泳部
- 吹奏楽部
- 演劇部
- 美術･陶芸部
- 情報科学部
- 茶･華道部
- 放送部
- 書道部
- 囲碁･将棋部
- 外国語部

## 制服
夏服
女子生徒はセーラー服、男子生徒はカッターシャツであり、男女共に半袖。リボンやネクタイは着用しない。中高の区別は、女子生徒はセーラー服のボタンの色、男子生徒は胸ポケットに縫い付けてある「A」の文字の色（ともに中学は青、高校は赤）で行われる。冬服とは違い、名前の縫い付けはない。
冬服
下からシャツ＋ベスト+ブレザー。防寒具としてコートやウィンドブレーカーの着用も可能である。女子生徒はリボン、男子生徒はネクタイの着用が義務付けられている。中高の区別は、ブレザーにつける校章とリボン・ネクタイの色（中学は青、高校は赤）で行われる。
なお、上記の制服は中高一貫校となってから導入された。

## 年間行事
- 4月
  - 入学式
  - 新入生歓迎会（中学校）　新しく入ってきた仲間と仲良くなるため、体育館で歓迎会を行う。
  - 校外学習：4月に総合学習の一環として各学年に分かれて校外学習を行う。
- 5月 - 広島大学訪問：3,4,5年生が広島大学へ訪問する。
- 6月 - 昇陽祭：文化祭の意。中学校では合唱など、高等学校では屋台などの出し物がある。
- 10月 - 体育祭：中高一貫校の特色を生かした競技も行われるが学年単位で行う競技もある平成18年度より集団演技が行われるようになった。
- 2月 - 百人一首大会：全学年で百人一首の大会が、学校内にある昇陽館というセミナーハウスで行われる。
- 3月
  - 駅伝大会（中学校） - 外周1周（およそ600メートル）、2周にわかれて走り、クラスのチームワークをはかる。
  - 卒業式 - 中学校・高等学校で別の日に実施。例年高等学校は3月のはじめ、中学校は中旬。
- 中学は11月、高校は3月
  - 球技大会：中学校は各学年にわかれて競技を行い、高校は4・5年生が合同で行う。

## 1年オリエンテーション合宿
ほとんど初対面の相手と、学校内にある昇陽館というセミナーハウスで1泊2日の合宿を行う。

## ホームステイ
3年生3月に語学研修としてカナダで約一週間のホームステイを体験する（希望制・費用完全自己負担制）。

## 学校生活
前期・後期の2学期制

## 昼食
昼食は自ら弁当を持参するか、食堂を利用するか、パン販売を利用するか、デリバリー給食を注文するか選択することができる。
- デリバリー給食：前月までに1ヶ月単位で注文する。中学生のみ利用可能。給食配送会社のものである。
- パン販売：業者が配達。希望者は当日購入する。
- 食堂：PTAが運営。

## 進学・入学試験
中学校3年生は11月頃に安佐北高等学校へ進学を希望することを学校側に伝える。同校内進学を希望せず、他の高等学校などを受験することも可能であるが推薦入試は不可である(安佐北高校への推薦入学という形で進学するため)。また、他校を受験をし全て不合格だった場合も、安佐北高等学校に進学することができない。
一般の中学校から高等学校へ入学することも可能であるが、非常に希望者が少なく定員割れになっている。しかし、不合格者が相当数出る。また、平成19年度実施の入試より独自問題になる。

## 昇陽
校内のさまざまな事柄に「昇陽」という呼称を使うことがある。たとえば、文化祭を「昇陽祭」、同校の敷地内に併設されている宿泊施設（セミナーハウス）は「昇陽館」と呼ばれている。また、PTA通信は「昇陽」、中学校の学校便りは「SUNRISE」である。いずれの名前の由来も「安佐北」→「朝が来た」→「陽（ひ）が昇る」→「昇陽」というものであり、昔から使用されている。

## 著名な出身者
- 松木隆裕 - ミュージシャン。トランペッター。音楽プロデューサー。ブラス・ロックバンド『BLUFF』でリーダーも務める。
- 近藤弘樹 - プロ野球選手。東京ヤクルトスワローズ投手。